# Planta regasificadora

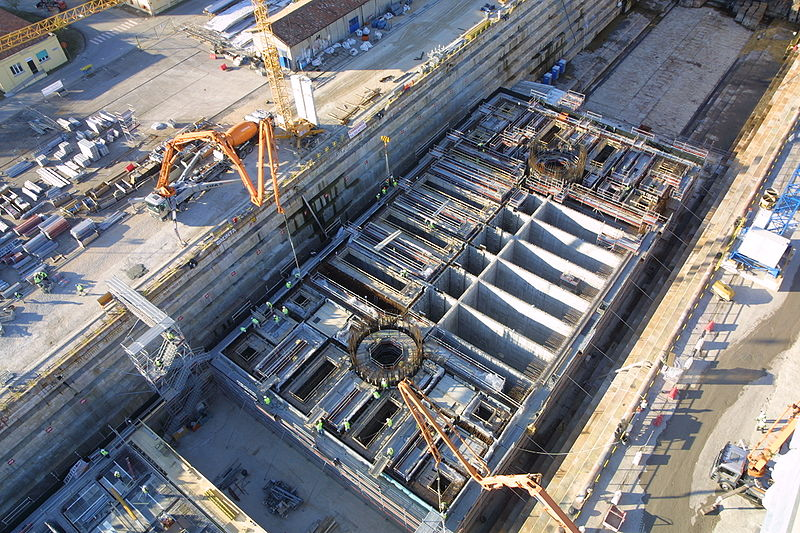
Planta regasificadora

Una planta regasificadora es una instalación industrial que existe entre la de extracción del gas natural licuado y la red de distribución de gas natural. En ella se lleva a cabo el proceso que convierte el gas natural licuado en gas natural.
Cuando la planta regasificadora se encuentra a bordo de un buque y el mismo contiene tanques de almacenaje, el conjunto se denomina unidad flotante de almacenamiento y regasificación (UFAR).

## Instalaciones
Se requieren principalmente de tres edificios: el yacimiento natural con su planta de extracción, la planta licuefactora y la regasificadora. Además como medio de transporte, se utilizan cañerías y barcos metaneros.
La planta regasificadora cuenta con un muelle de atraque, ya que se suele situar cerca de la costa. Este muelle cuenta con tuberías que transportan el gas licuado a los tanques criogénicos y de allí el gas natural licuado pasa por dentro de lo que es la central. La central cuenta con tres aparatos fundamentales: relicuadores, vaporizadores y estaciones de regulación, cada una con una función distinta.

## Funcionamiento
Desde el yacimiento, se extrae el gas natural, al que se le extrae el calor hasta llegar a -160 °C. Tras este proceso se carga en barcos metaneros, que transportan la carga a las instalaciones de destino.
En la regasificadora, se reintroduce la carga de los metaneros en los tanques de criogénicos, en los que se mantiene la temperatura. Estos tanques están compuestos por el interior de acero criogénico, aislados con perlita y recubiertos con un tanque exterior de acero y hormigón. Estos tanques miden unos 50 metros de altura por 75 de diámetro. 
El gas natural licuado se extrae por las tuberías desde arriba.
En el proceso de regasificación, el gas natural licuado es transportado hacia los sistemas de vaporización, donde se eleva la temperatura del gas licuado utilizando el agua de mar, convirtiendo así el líquido en gas. El gas natural licuado a -145 °C se hace pasar por los vaporizadores de agua de mar, saliendo de éstos en estado gaseoso y a 0-10 °C. El vaporizador está formado por unas serie de tubos por los que se hace pasar el GNL, bañados por grandes cantidades de agua de mar. En este proceso el agua de mar baja su temperatura en unos 3 a 5 °C, lo cual genera el mayor impacto ambiental del proceso, alterando el equilibrio ecológico de las aguas marinas costeras, además de la muerte inmediata de cualquier ser vivo que sea succionado por las bombas.
Posteriormente se transporta hacia el relicuador, en él, una cantidad de gas natural licuado se convierte en gas natural. Este se recupera y se mezcla con el gas regasificado en los vaporizadores.
Por último, la estación de regulación, medición y olorización, procesan el gas para hacer posible la detección rápida de fugas.
Puede decirse que las principales funciones que debe proporcionar una planta de regasificación son:
- Descarga: La transferencia a los tanques se realiza a través de los brazos de cargas criogénicos, mediante las bombas de los metaneros.
- Almacenamiento: Unos tanques diseñados y construidos especialmente para condiciones criogénicas almacenarán el GNL durante varios días.
- El bombeo: Mediante bombas primarias, sumergidas en los tanques de almacenamiento. Se realiza desde el tanque hasta la estación de carga, o hasta el relicuador. Mediante bombas secundarias: Se realiza desde el relicuador hasta la red de gas
- Regasificación: El GNL líquido es calentado bajo presión en los vaporizadores y transformado en gas a la presión de emisión.
- Medida: El gas se mide a la salida de la planta y se regula la presión de emisión.
- Olorización: Con el fin de detectar posibles fugas, se inyecta olorizante.[2]

En rasgos generales, los sistemas fundamentales que componen la planta regasificadora y el equipo de la terminal son:
- Brazos de descarga: Aseguran la descarga de combustible y han de permitir seguir los movimientos de las mareas y del barco. Mediante unas válvulas de seguridad, ayudan a evitar derrames.
- Almacenamiento del GNL: Cuya función general gira en torno a la retención del líquido, la estanqueidad del gas y el aislamiento térmico. La permanencia del GNL en los tanques varía desde días en las plantas de regasificación europeas y americanas hasta un mes en las japonesas.
- Relicuador: En el relicuador se mezcla el gas de “boil-off” (vapor) con el GNL. Gracias a esta mezcla, todo el “boil-off” se convierte en líquido. Es una forma de aprovechar el gas natural almacenado al máximo.
- Vaporización: El gas natural licuado a -145 °C pasa por los vaporizadores de agua de mar y se transforma en gas a 0 -10 °C.  El vaporizador consiste de una serie de tubos por los que pasa el GNL.

## Reservas mundiales de gas natural
Las reservas de gas natural en el mundo se reparten de la siguiente manera.
| País                            | Gas natural - reservas comprobadas (metros cúbicos) | Año de la estimación |
| ------------------------------- | --------------------------------------------------- | -------------------- |
| Rusia                           | 44.800.000.000.000                                  | 2011                 |
| Irán                            | 29.610.000.000.000                                  | 2011                 |
| Arabia Saudí                    | 7.807.000.000.000                                   | 2011                 |
| Estados Unidos                  | 7.504.000.000.000                                   | 2009                 |
| Turkmenistán                    | 7.504.000.000.000                                   | 2011                 |
| Emiratos Árabes Unidos          | 6.453.000.000.000                                   | 2011                 |
| Nigeria                         | 5.292.000.000.000                                   | 2011                 |
| Venezuela                       | 5.065.000.000.000                                   | 2011                 |
| Argelia                         | 4.502.000.000.000                                   | 2011                 |
| Irak                            | 3.170.000.000.000                                   | 2011                 |
| Australia                       | 3.115.000.000.000                                   | 2011                 |
| Indonesia                       | 3.001.000.000.000                                   | 2011                 |
| Kazajistán                      | 2.407.000.000.000                                   | 2011                 |
| Malasia                         | 2.400.000.000.000                                   | 2011                 |
| Egipto                          | 2.186.000.000.000                                   | 2011                 |
| Noruega                         | 2.039.000.000.000                                   | 2011                 |
| Uzbekistán                      | 1.841.000.000.000                                   | 2011                 |
| Kuwait                          | 1.798.000.000.000                                   | 2011                 |
| Canadá                          | 1.754.000.000.000                                   | 2011                 |
| Libia                           | 1.548.000.000.000                                   | 2011                 |
| Países Bajos                    | 1.387.000.000.000                                   | 2011                 |
| Ucrania                         | 1.104.000.000.000                                   | 2011                 |
| India                           | 1.074.000.000.000                                   | 2011                 |
| Omán                            | 849.500.000.000                                     | 2011                 |
| Azerbaiyán                      | 849.500.000.000                                     | 2011                 |
| Pakistán                        | 840.200.000.000                                     | 2011                 |
| China                           | 800.000.000.000                                     | 2011                 |
| Yemen                           | 478.500.000.000                                     | 2011                 |
| Trinidad y Tobago               | 408.200.000.000                                     | 2011                 |
| Brunéi                          | 390.800.000.000                                     | 2011                 |
| Argentina                       | 378.800.000.000                                     | 2011                 |
| Colombia                        | 377.000.000.000                                     | 2011                 |
| Brasil                          | 366.400.000.000                                     | 2011                 |
| Perú                            | 345.500.000.000                                     | 2011                 |
| México                          | 338.800.000.000                                     | 2011                 |
| Tailandia                       | 312.200.000.000                                     | 2011                 |
| Angola                          | 309.800.000.000                                     | 2011                 |
| Birmania                        | 283.200.000.000                                     | 2011                 |
| Bolivia                         | 281.500.000.000                                     | 2011                 |
| Reino Unido                     | 256.000.000.000                                     | 2011                 |
| Siria                           | 240.700.000.000                                     | 2011                 |
| Papúa-Nueva Guinea              | 226.500.000.000                                     | 2011                 |
| Timor Oriental                  | 200.000.000.000                                     | 2006                 |
| Israel                          | 198.200.000.000                                     | 2011                 |
| Bangladés                       | 195.400.000.000                                     | 2011                 |
| Vietnam                         | 192.500.000.000                                     | 2011                 |
| Alemania                        | 175.600.000.000                                     | 2011                 |
| Polonia                         | 164.800.000.000                                     | 2011                 |
| Camerún                         | 135.100.000.000                                     | 2011                 |
| Mozambique                      | 127.400.000.000                                     | 2011                 |
| Etiopía                         | 113.000.000.000                                     | 2011                 |
| Dinamarca                       | 101.000.000.000                                     | 2011                 |
| Filipinas                       | 98.540.000.000                                      | 2011                 |
| Chile                           | 97.970.000.000                                      | 2011                 |
| Baréin                          | 92.030.000.000                                      | 2011                 |
| Congo                           | 90.610.000.000                                      | 2011                 |
| Sudán                           | 84.950.000.000                                      | 2011                 |
| Cuba                            | 70.790.000.000                                      | 2011                 |
| Túnez                           | 65.130.000.000                                      | 2011                 |
| Italia                          | 63.570.000.000                                      | 2011                 |
| Rumania                         | 63.000.000.000                                      | 2011                 |
| Namibia                         | 62.290.000.000                                      | 2011                 |
| Ruanda                          | 56.630.000.000                                      | 2011                 |
| Corea del Sur                   | 50.000.000.000                                      | 2008                 |
| Afganistán                      | 49.550.000.000                                      | 2011                 |
| Guinea Ecuatorial               | 36.810.000.000                                      | 2011                 |
| Nueva Zelanda                   | 34.380.000.000                                      | 2011                 |
| Croacia                         | 31.580.000.000                                      | 2011                 |
| Costa de Marfil                 | 28.320.000.000                                      | 2011                 |
| Mauritania                      | 28.320.000.000                                      | 2011                 |
| Gabón                           | 28.320.000.000                                      | 2011                 |
| Ghana                           | 22.650.000.000                                      | 2011                 |
| Japón                           | 20.900.000.000                                      | 2011                 |
| Austria                         | 16.140.000.000                                      | 2011                 |
| Eslovaquia                      | 14.160.000.000                                      | 2011                 |
| Uganda                          | 14.160.000.000                                      | 2011                 |
| Irlanda                         | 9.911.000.000                                       | 2011                 |
| Georgia                         | 8.495.000.000                                       | 2011                 |
| Hungría                         | 8.098.000.000                                       | 2011                 |
| Ecuador                         | 7.985.000.000                                       | 2011                 |
| Francia                         | 6.796.000.000                                       | 2011                 |
| Tanzania                        | 6.513.000.000                                       | 2011                 |
| Taiwán                          | 6.229.000.000                                       | 2011                 |
| Turquía                         | 6.173.000.000                                       | 2011                 |
| Jordania                        | 6.031.000.000                                       | 2011                 |
| Kirguistán                      | 5.663.000.000                                       | 2011                 |
| Bulgaria                        | 5.663.000.000                                       | 2011                 |
| Tayikistán                      | 5.663.000.000                                       | 2011                 |
| Somalia                         | 5.663.000.000                                       | 2011                 |
| Guatemala                       | 2.960.000.000                                       | 2006                 |
| Bielorrusia                     | 2.832.000.000                                       | 2011                 |
| España                          | 2.548.000.000                                       | 2011                 |
| Marruecos                       | 1.444.000.000                                       | 2011                 |
| Benín                           | 1.133.000.000                                       | 2011                 |
| República Democrática del Congo | 991.100.000                                         | 2011                 |
| Grecia                          | 991.100.000                                         | 2011                 |
| Albania                         | 849.500.000                                         | 2011                 |
| Barbados                        | 113.300.000                                         | 2011                 |
| Sudáfrica                       | 27.160.000                                          | 2011                 |
| Macao                           | 174.000                                             | 2011                 |
| Moldavia                        | 0                                                   | 2011                 |
| Mongolia                        | 0                                                   | 2011                 |
| Malaui                          | 0                                                   | 2011                 |
| Montenegro                      | 0                                                   | 2011                 |
| Macedonia                       | 0                                                   | 2011                 |
| Malí                            | 0                                                   | 2011                 |
| Mauricio                        | 0                                                   | 2011                 |
| Madagascar                      | 0                                                   | 2011                 |
| Lesoto                          | 0                                                   | 2011                 |
| Luxemburgo                      | 0                                                   | 2011                 |
| Laos                            | 0                                                   | 2011                 |
| Líbano                          | 0                                                   | 2011                 |
| Lituania                        | 0                                                   | 2011                 |
| Liberia                         | 0                                                   | 2011                 |
| Islandia                        | 0                                                   | 2011                 |
| Corea del Norte                 | 0                                                   | 2011                 |
| Kiribati                        | 0                                                   | 2011                 |
| Kenia                           | 0                                                   | 2011                 |
| Jamaica                         | 0                                                   | 2011                 |
| Malta                           | 0                                                   | 2011                 |
| Nueva Caledonia                 | 0                                                   | 2011                 |
| Níger                           | 0                                                   | 2011                 |
| Vanuatu                         | 0                                                   | 2011                 |
| Paraguay                        | 0                                                   | 2011                 |
| Nepal                           | 0                                                   | 2011                 |
| Nauru                           | 0                                                   | 2011                 |
| Surinam                         | 0                                                   | 2011                 |
| Nicaragua                       | 0                                                   | 2011                 |
| Puerto Rico                     | 0                                                   | 2011                 |
| San Cristóbal y Nieves          | 0                                                   | 2011                 |
| Seychelles                      | 0                                                   | 2011                 |
| Panamá                          | 0                                                   | 2011                 |
| Portugal                        | 0                                                   | 2011                 |
| Guinea-Bissau                   | 0                                                   | 2011                 |
| Botsuana                        | 0                                                   | 2011                 |
| Bélgica                         | 0                                                   | 2011                 |
| Bahamas                         | 0                                                   | 2011                 |
| Belice                          | 0                                                   | 2011                 |
| Bosnia y Hercegovina            | 0                                                   | 2011                 |
| Armenia                         | 0                                                   | 2011                 |
| Antigua y Barbuda               | 0                                                   | 2011                 |
| Burundi                         | 0                                                   | 2011                 |
| Camboya                         | 0                                                   | 2011                 |
| Chad                            | 0                                                   | 2011                 |
| Sri Lanka                       | 0                                                   | 2011                 |
| Islas Salomón                   | 0                                                   | 2011                 |
| Bután                           | 0                                                   | 2011                 |
| Guinea                          | 0                                                   | 2011                 |
| Guyana                          | 0                                                   | 2011                 |
| Haití                           | 0                                                   | 2011                 |
| Hong Kong                       | 0                                                   | 2011                 |
| Honduras                        | 0                                                   | 2011                 |
| Granada                         | 0                                                   | 2011                 |
| Groenlandia                     | 0                                                   | 2011                 |
| Finlandia                       | 0                                                   | 2011                 |
| Fiyi                            | 0                                                   | 2011                 |
| Islas Malvinas                  | 0                                                   | 2011                 |
| Fiyi                            | 0                                                   | 2011                 |
| Gambia                          | 0                                                   | 2011                 |
| Estonia                         | 0                                                   | 2011                 |
| Eritrea                         | 0                                                   | 2011                 |
| El Salvador                     | 0                                                   | 2011                 |
| Yibuti                          | 0                                                   | 2011                 |
| Dominica                        | 0                                                   | 2011                 |
| República Dominicana            | 0                                                   | 2011                 |
| Cabo Verde                      | 0                                                   | 2011                 |
| Costa Rica                      | 0                                                   | 2011                 |
| República Centroafricana        | 0                                                   | 2011                 |
| Islas Caimán                    | 0                                                   | 2011                 |
| Comoras                         | 0                                                   | 2011                 |
| Senegal                         | 0                                                   | 2011                 |
| Eslovenia                       | 0                                                   | 2011                 |
| Sierra Leona                    | 0                                                   | 2011                 |
| Singapur                        | 0                                                   | 2011                 |
| Santa Lucía                     | 0                                                   | 2011                 |
| Suecia                          | 0                                                   | 2011                 |
| Tonga                           | 0                                                   | 2011                 |
| Togo                            | 0                                                   | 2011                 |
| Santo Tomé y Príncipe           | 0                                                   | 2011                 |
| Suiza                           | 0                                                   | 2011                 |
| Sáhara Occidental               | 0                                                   | 2011                 |
| Suiza                           | 0                                                   | 2011                 |
| Samoa                           | 0                                                   | 2011                 |
| Suazilandia                     | 0                                                   | 2011                 |
| San Vicente y las Granadinas    | 0                                                   | 2011                 |
| Burkina Faso                    | 0                                                   | 2011                 |
| Uruguay                         | 0                                                   | 2011                 |
| Zambia                          | 0                                                   | 2011                 |
| Zimbabue                        | 0                                                   | 2011                 |